# Guldkrokens kakelugnsfabrik
Guldkrokens Kakelugnsfabrik, senare Guldkrokens Keramik och Guldkroken AB, grundades 1946 i Hjo av Bengt Oscar Grunditz (1918–2007) och Märtha Grunditz. 
Industri- och kontorsbyggnader uppfördes vid Skövdevägen 1961 och byggdes senare etappvis ut åt söder och väster under 1960- och 1970-talen.
Företaget började efter kort tid efter grundandet att, utöver kakelugnar, tillverka bruksvaror och prydnadsgods som ljusstakar, figuriner och spargrisar. Företaget drevs 1980–1988 av grundarnas barn och såldes 1988. Det köptes under 2000-talet av Porslinsfabriken i Lidköping. 
Guldkrokens Kakelugnsfabrik anlitade formgivare som Åke Grunditz, Bengt Löthman, Gösta Löthman, Lasse Frisk och Margareta Hennix.